# Phileurus truncatus
Phileurus truncatus är en skalbaggsart som beskrevs av Palisot de Beauvois 1807. Phileurus truncatus ingår i släktet Phileurus och familjen Dynastidae. Inga underarter finns listade i Catalogue of Life.